# 大多倫多市
大多倫多市（英語：Municipality of Metropolitan Toronto），簡稱大多市（ 或 ），是加拿大安大略省一個已取消的行政區劃，由舊有的多倫多市及其內圈衛星城鎮組成，但這些城鎮仍各自保持固有的市鎮政府。大多市於1954年脫離約克縣（York County）自組地區政府，其行政架構所覆蓋的職責較安省轄下的縣（county）和區（district）為之廣泛，並成了安省政府日後將其他行政區劃改組成地區自治體（regional municipality）的先例。
隨著安大略省議會通過《1997年多倫多市法令》，大多市及其轄下城鎮於1998年合併成新的多倫多市。現多倫多市承襲了大多市的管轄範圍：南界為安大略湖、西界為怡陶碧谷溪（Etobicoke Creek）和427號公路、北界為士刁士路（Steeles Avenue），東界為紅河（Rouge River）。

## 歷史

### 早期建議
大多市成立前，舊多倫多市周邊皆為約克縣轄下的獨立村鎮，約克縣並向這些村鎮提供有限度的服務。舊多倫多市從1883年到1912年間陸續吞併多個周邊村鎮，但部分市民認為擴充市界只會增加市政府的開支，而對納稅人卻沒有甚麼利益可言。市內因此逐漸浮現反對擴充市界的呼聲，而舊多倫多市從1912年起也沒有再吞併任何周邊村鎮。
安省保守黨籍内閣廳長喬治·亨利（George S. Henry）於1924年提出成立「都會區」（metropolitan district）來管理市和縣之間共享的服務，但省政府卻沒有相應的舉動。亨利於1930年成為省長，再於1933年重提成立都會區。然而，隨著亨利領導下的保守黨於1934年舉行的省選中失利，成立都會區的建議亦無疾而終。
新上任的自由黨政府提出動議將多倫多市及其已發展的市郊地帶合併，但動議被多倫多市民強烈反對而遭撤回。省府隨後成立委員會研究多倫多周邊市郊的議題。委員會於1939年9月向省府彙報其結論，指出應對多倫多周邊市郊議題的最佳辦法是成立「都會縣」（metropolitan county）級行政區劃。然而，隨著第二次世界大戰展開，委員會的建議在往後數年亦不了了之。
兩項因素於1940年代出現了變化：保守黨憑著以政府措施推動經濟增長的新政綱於1943年重奪執政地位，而多倫多市亦於同年通過市內首個總體規劃大綱。此大綱確認了多倫多地區的未來發展將主要於周邊市郊的空地上進行，而規劃事務亦應在都會區層面上進行。另一方面，樹林山（Forest Hill）議長弗雷德·嘉甸拿（Fred Gardiner）則倡議在多倫多地區進行多項基建項目，為經濟增長奠定先基。
省府於1946年通過《規劃法案》，規定城市發展有一定規模的地方行政區需要成立規劃委員會。約克縣遂成立了多倫多及市郊規劃委員會（Toronto and Suburban Planning Board），由詹姆斯·梅爾（James P. Maher）和嘉甸拿分別出任主席和副主席。委員會提出多項建議，包括成立一個市郊綠化帶、統籌區內的主要幹道、以及統一區內的公共交通系統。然而，委員會的其他建議（如建造新橋跨越當河谷和延伸士巴丹拿道）卻遭市鎮政府反對，令其效率成疑。嘉甸拿於1949年出任委員會主席後致函省長利斯利·弗羅斯特（Leslie Frost），指出只有將市區和市郊合併才能根治問題。多倫多市議會於1950年通過合併市區和市郊，但差不多所有市郊村鎮皆反對合併。
安省城鎮委員會（Ontario Municipal Board）於1950-51年就此議題進行公聽會，並於1953年1月20日發表報告，提出一個折衷方案。方案建議成立兩級政府：第一級為都會政府，由都會議會管轄，負責提供區域性服務；固有的城鎮政府則保留成為第二級政府。委員會指出部分行政功能需由較貼近民眾的低層次政府來處理，因而否決了全面合併的建議。

### 大多市成立
省府遂於1953年2月25日提出動議成立大多倫多市。大多市將有權徵收物業稅和自行借貸，其職能包括建造和維護主要幹道、食水和污水處理設施、區域規劃事務、公共交通、司法、公園及房屋事務。大多市轄下各城鎮則保留各自的警察和消防部門、商業牌照局、公共衛生部門和圖書館。大多市主席初時由省府委任，1995年後則由大多市議會內部推選。省議會於1953年4月2日通過《大多倫多市法案》（Metropolitan Toronto Act）成立大多市，而省府則於同月7日宣佈委任嘉甸拿為大多市首任主席。嘉甸拿本來仍傾向全面合併方案，但在省長弗羅斯特的遊説下同意出任此職。《大多倫多市法案》於1954年生效，位於士刁路（Steeles Avenue）以南的地域脫離約克縣並建制成大多倫多市。（約克縣餘下位於士刁路以北的地域則於1971年改制成約克區。）
大多倫多市由下列城鎮組成：
- 市：多倫多
- 鎮：新多倫多（New Toronto）、美美高（Mimico）、韋斯頓（Weston）、利西（Leaside）
- 村：朗布蘭治（Long Branch）、史雲斯（Swansea）、樹林山（Forest Hill）
- 鄉：怡陶碧谷（Etobicoke）、約克（York）、北約克（North York）、東約克（East York）、士嘉堡（Scarborough）

在大多倫多市議會的早期議席分佈中，多倫多市議員（包括多倫多市長）佔了當中12席，而大多市餘下的村鎮則各佔一席。此外，大多市亦在相鄰的村鎮（如旺市和萬錦）擁有規劃權力，但這些村鎮在大多市議會中卻沒有發言權。

### 發展
從嘉甸拿於1953年出任大多市首位主席到他1961年卸任期間，大多市見證了多項基建項目動工以至落成啓用。央街地鐵線於1954年啓用，成為加拿大首條地鐵線；布魯亞－丹佛線則於1960年代初動工。此外，大多市亦興建了食水和污水處理設施、耆老出租房屋、以及以嘉甸拿為名的嘉甸拿高速公路。大多市又於1956年將轄下城鎮的各支警隊合併為一。到嘉甸拿卸任時，大多市人口已從100萬上升至160萬。
省府於1967年改組大多市，將其轄下的七個小鎮和村落併入鄰近的城鎮：
- 朗布蘭治、新多倫多和美美高併回怡陶碧谷；
- 韋斯頓併入約克；
- 利西併入東約克；
- 史雲斯和森林山則併入多倫多。

怡陶碧谷、約克、東約克和士嘉堡則同時從鄉（township）改設為市區（borough）；除了東約克外，其他市區於往後年間陸續改設為市。
另一方面，大多市議會的議席分佈也被改動，市郊地區的議席數目大增，導致議會被多倫多市中心地區主導的局面不再。

### 六市合併
隨著市郊人口不斷增長，到了1990年代，大多市的人口只佔整個多倫多都會區（亦即大多倫多地區）約一半，不少市民因此認為大多市的行政架構不能再如以往般有效處理區域性事務。另一方面，安省保守黨在1995年省選競選期間以精簡省內行政架構為其中一項政綱，又承諾當選的話會重新審視大多市的架構，並考慮廢除此行政區劃。
保守黨以多數政府姿態上台執政後，於1997年宣佈將大多市與其轄下六個市鎮合併成新的多倫多市，同時又將部分原屬省府範疇的事務和設施下放予新市政府以節省省府的開支（如省級公路伊利沙伯皇后道的部分路段便成為市級的嘉甸拿高速公路的一部分）。不少市民憂慮合併後的新市政府無法如固有的市鎮政府般有效聆聽社區訴求，因而反對六市合併。六市於1997年就省府的合併計劃舉行公投，結果為76%的選票反對此方案。然而，由於加拿大的城鎮事務屬省政府全權管轄，公投結果對省府並無約束力，省府亦順利通過《多倫多市法案》進行六市合併。1998年1月1日，六市合併正式落實，新的多倫多市亦告成立。

### 引用文獻
- Colton, Timothy J. . Toronto, Ontario: University of Toronto Press. 1980. ISBN 0802023932.
- Anisef, Paul; Lanphier, C. Michael. . Toronto, Ontario: University of Toronto Press. 2003. ISBN 0802084362.

### 腳註
1. ↑  Colton, pg. 53
2. ↑  Colton, pg. 55
3. 1 2  Colton, pg. 56
4. ↑  Colton, pp. 58-59
5. ↑  Colton, pp. 60-61
6. ↑  Colton, pg. 70
7. ↑  Colton, pp. 71-72
8. ↑  Colton, pp. 72-73
9. ↑  Colton, pg. 93
10. 1 2  Anisef, pg. 437
11. ↑  Anisef, pg. 438

## 外部連結
- Municipality of Metropolitan Toronto Act （页面存档备份，存于）－《大多倫多市法案》（於2000年廢除）